# Феодосий Глушицкий
Феодосий Глушицкий —  преподобный Русской православной церкви; жил в XV веке.

## Биография
О детстве и мирской жизни Феодосия сведений практически не сохранилось, да и последующие биографические данные о нём очень скудны и отрывочны. Считается учеником преподобного Дионисия, основавшего Глушицкий Сосновецкий Предтечев монастырь в Вологодской губернии. В этом монастыре Феодосий и прожил большую часть своей жизни подвижника.
Год смерти Феодосия Глушицкого неизвестен; мощи его почивают под спудом в Глушицкой обители.
Память преподобного чтится 12 октября, службу имеет общую с другими глушицкими угодниками. Также его поминают в 3-е воскресение по Пятидесятнице в Соборе Вологодских святых.
Тропарь преподобным Амфилохию, Макарию, Тарасию и Феодосию Глушицким гласит: «Свети́льники све́тлыя я́вльшеся,/ добро́ту земну́ю му́дренно оста́вльше,/ и идо́ша во вну́треннюю пусты́ню, Амфило́хие, Мака́рие, Тара́сие и Феодо́сие,/ смире́ние и вся́кую доброде́тель извы́кше,/ и обрето́ша безсме́ртие,/ посто́м и бде́нием и про́чим воздержа́нием себе́ принося́ще Христу́,/ и ны́не на Небесе́х Престо́лу Христо́ву предстои́те./ Моли́те, отцы́ Богому́дрии, Амфило́хие, Мака́рие, Тара́сие и Феодо́сие,/ умири́ти мир и спасти́ся душа́м пою́щих вас,/ и согреше́ний оставле́ние дарова́ти// чту́щим всечестну́ю па́мять ва́шу».